# Песня рыбаков
«Песня рыбаков» (англ. «Song of the Fishermen», кит. «漁 光 曲») — китайский немой фильм 1934 года, снятый режиссёром Цай Чушэном по собственному сценарию на киностудии Ляньхуа.

## Сюжет
Фильм описывает борьбу бедной семьи китайских рыбаков, которые вынуждены петь на улицах, чтобы выжить, об испытаниях и несчастьях выпавших на их долю.

## В ролях
- Langen Han — Сюй Сяо
- Peng Luo
- Ван Жэньмэй
- Kwah-Wu Shang
- Tianxiu Tang
- Renmei Wang
- Congmei Yuan

## Прием
Фильм, показанный на Московском Международном кинофестивале в 1935 г., принёс колоссальные сборы (только в Шанхае он шёл в ведущих кинотеатрах 84 дня подряд).
«Песня рыбаков» стал первым китайским фильмом, получившим серьезную награду на международном кинофестивале (Московский международный кинофестиваль 1935).